# Consinka Lake
Consinka Lake är en sjö i Kanada.   Den ligger i provinsen British Columbia, i den sydvästra delen av landet, 3 700 km väster om huvudstaden Ottawa. Consinka Lake ligger 95 meter över havet. Arean är 0,17 kvadratkilometer. Den sträcker sig 0,6 kilometer i nord-sydlig riktning, och 0,7 kilometer i öst-västlig riktning.
I omgivningarna runt Consinka Lake växer i huvudsak barrskog. Trakten runt Consinka Lake är nära nog obefolkad, med mindre än två invånare per kvadratkilometer.